# Porträtt av en kleptoman
Porträtt av en kleptoman (franska: Portrait d'un cleptomane, Le Monomane du vol) är en oljemålning av den franske konstnären Théodore Géricault. Den målades omkring 1820 och ingår i samlingarna på Museum voor Schone Kunsten i Gent. 
Målningen ingår i en serie om tio porträtt av patienter på La Salpêtrière i Paris varav fem är bevarade. Géricault var inspirerad av psykiatrikern Étienne-Jean Georgets teorier, möjligen har målningarna också tillkommit på hans uppdrag. Georget arbetade för att humanisera vården av psykiskt sjuka och inte sammanföra de med kriminella på landets anstalter. Han menade att hans patienter led av monomani, det vill säga ett tillstånd där en persons psykiska störning är begränsat till ett område medan personen kan vara helt friskt i andra avseenden. Han menade att patientens störning, som kunde vara en särskild böjelse eller fix idé, kunde botas. 
Géricault var själv deprimerad efter att ha färdigställt Medusas flotte och det var då han kom i kontakt med Georget. Hans porträtt föreställer personer med olika (monomaniska) sjukdomssyndrom såsom kleptomani, spelmissbruk (målning på Louvren), tvångsmässiga barnarov (Springfield Museum of Art) och militärt storhetsvansinne (Winterthur, Sammlung Oskar Reinhart). Géricault har porträtterat patienterna med realism, sympati och värdighet. 

## Övriga målningar i Géricaults serie om monomani

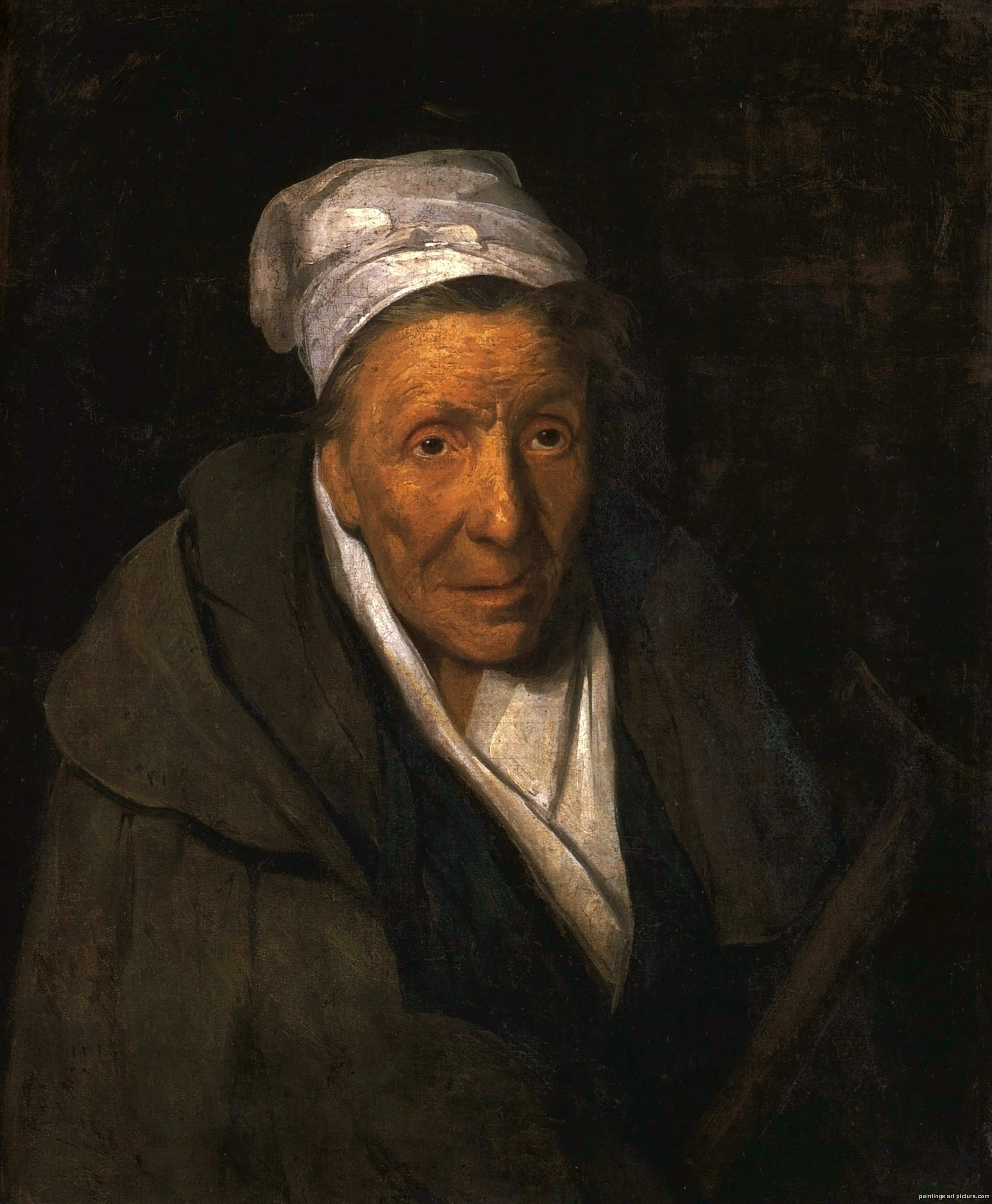
Géricaults Kvinna med spelmani från omkring 1820 tillhör Louvren (77 x 65 cm).
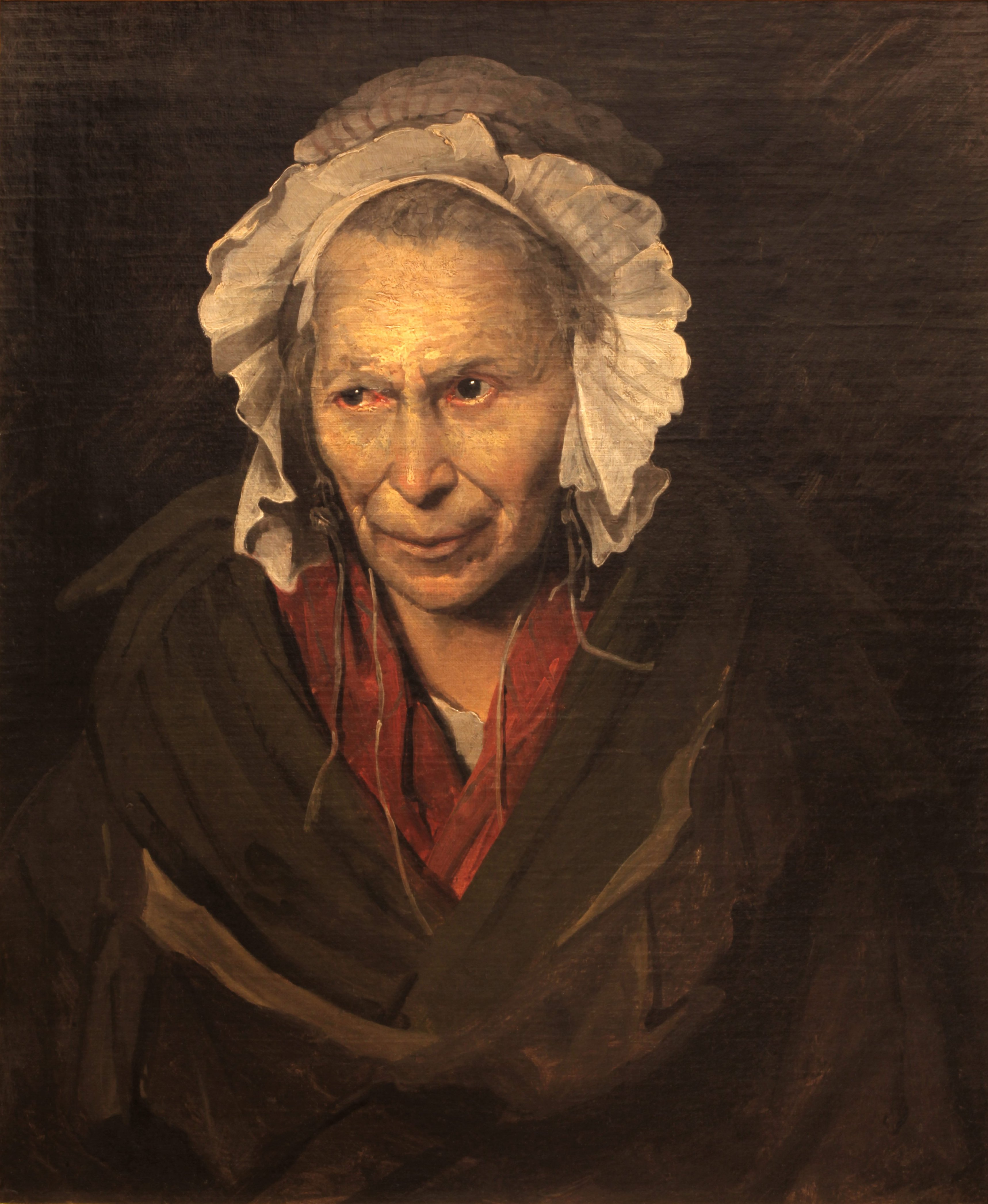
Géricaults Den sinnessjuka kvinnan (La Monomane de l'envie) från omkring 1820 tillhör Musée des Beaux-Arts i Lyon (72 x 58 cm).
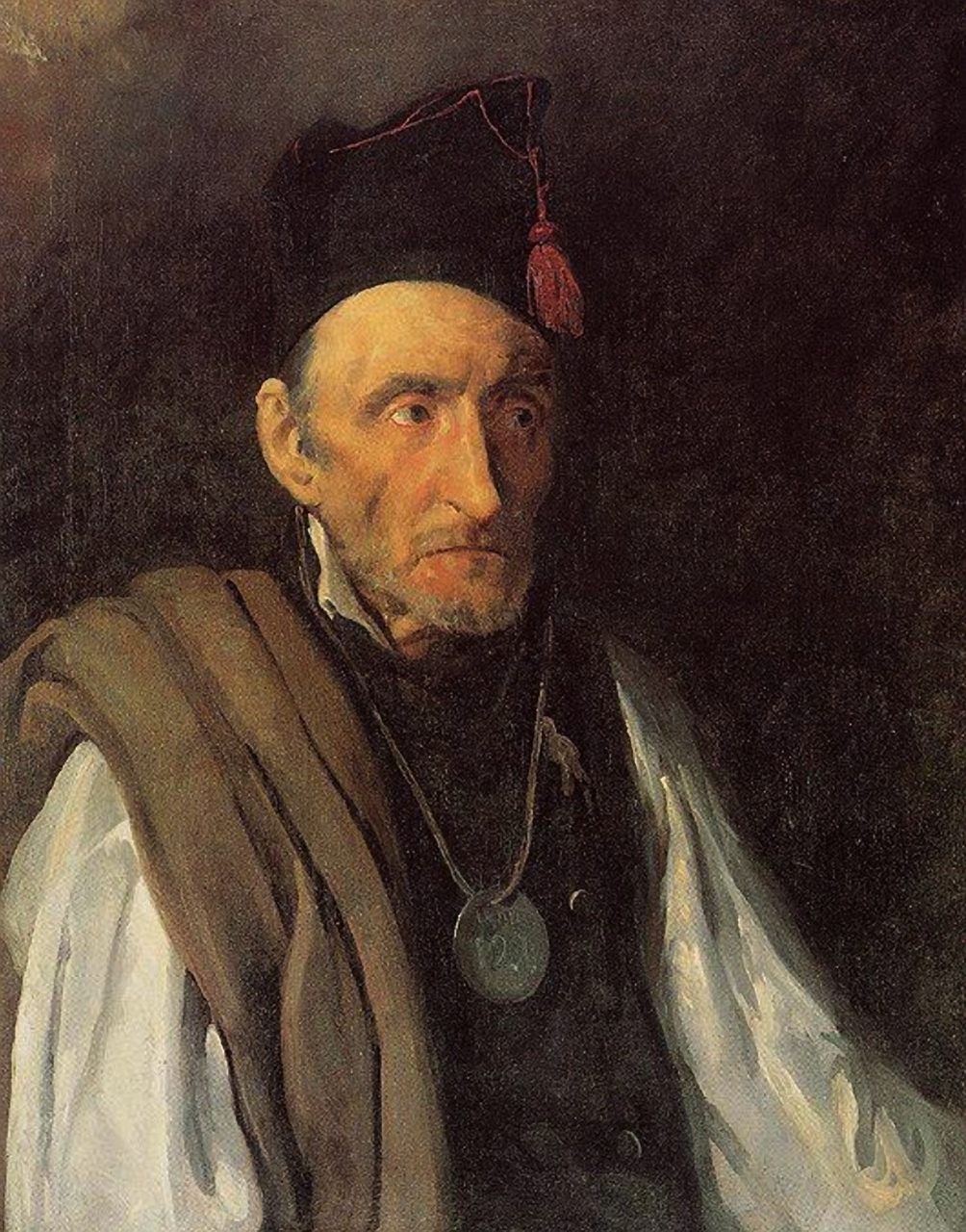
Géricaults Man med militär megalomani från omkring 1820 tillhör Sammlung Oskar Reinhart i Winterthur (81 x 65 cm).
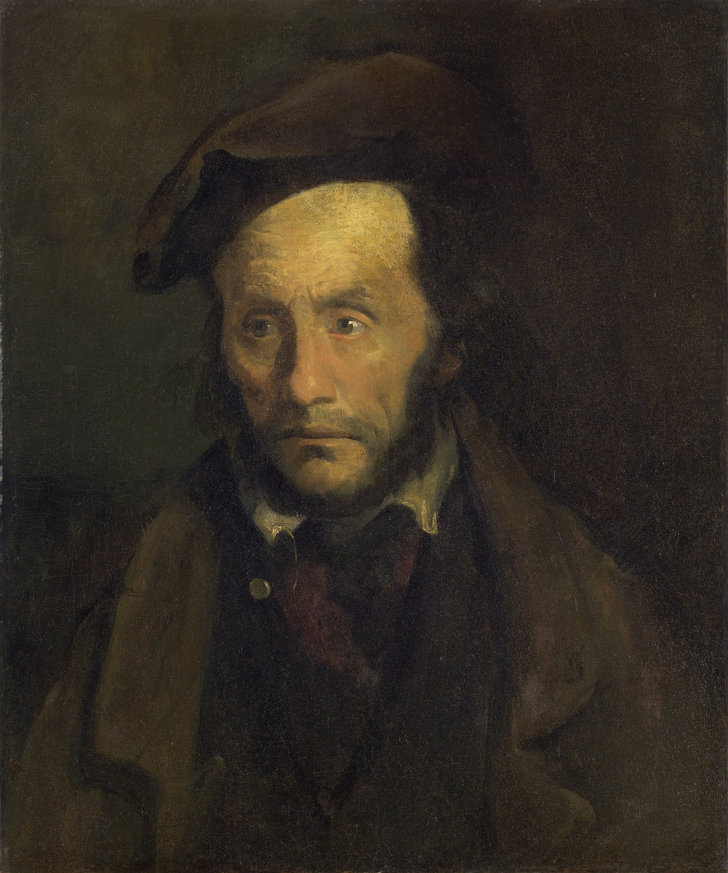
Le Monomane du vol d'Enfants fån omkring 1820. Springfield Museum of Art.